# Rapadama
Rapadama är en ort i Burkina Faso.   Den ligger i regionen Plateau-Central, i den centrala delen av landet, 70 km öster om huvudstaden Ouagadougou. Rapadama ligger 286 meter över havet och antalet invånare är 1 878.
Terrängen runt Rapadama är platt. Närmaste större samhälle är Mogtédo, 10,6 km öster om Rapadama.
Omgivningarna runt Rapadama är en mosaik av jordbruksmark och naturlig växtlighet. Runt Rapadama är det ganska tätbefolkat, med 65 invånare per kvadratkilometer.